# Загориця-при-Ровах
Загориця-при-Ровах (словен. Zagorica pri Rovah) — поселення в общині Домжале, Осреднєсловенський регіон, Словенія. 
Висота над рівнем моря: 378,2 м.